# Zubogy
Zubogy es un pueblo húngaro perteneciente al distrito de Putnok, condado de Borsod-Abaúj-Zemplén.

## Superficie
Cuenta con una superficie de 11,43 km².

## Demografía
Hasta 2024 la población era de 443 habitantes, con una densidad de población de 38,75 hab/km².
| Gráfica de evolución demográfica de Zubogy entre 2020 y 2024 |
|                                                              |
| Datos según la Oficina Central de Estadística de Hungría.    |